# Topic (Musiker)/Diskografie
Diese Diskografie ist eine Übersicht über die musikalischen Werke des deutschen DJs und Musikproduzenten Topic und seiner Pseudonyme wie Topic42. Den Schallplattenauszeichnungen zufolge hat er bisher mehr als 12,8 Millionen Tonträger verkauft. Seine erfolgreichste Veröffentlichung ist die Single Breaking Me mit über 5,2 Millionen verkauften Einheiten.
Topic gelang es auch, Charterfolge in den nationalen Genrecharts zu landen. Seine Veröffentlichung I Adore You ist unter anderem das Lied, das sich am längsten an der Chartspitze der deutschen Dancecharts platzieren konnte (33 Wochen). Er selbst platzierte zwei verschiedene Lieder an der Chartspitze der Dancecharts und ist Rekordhalter mit der längsten Verweildauer an der Chartspitze (42 Wochen).

## Alben

### Studioalben
| Jahr | Titel Musiklabel             | Höchstplatzierung, Gesamtwochen, AuszeichnungChartplatzierungen (Jahr, Titel, Musiklabel, Platzierungen, Wochen, Auszeichnungen, Anmerkungen) | Höchstplatzierung, Gesamtwochen, AuszeichnungChartplatzierungen (Jahr, Titel, Musiklabel, Platzierungen, Wochen, Auszeichnungen, Anmerkungen) | Höchstplatzierung, Gesamtwochen, AuszeichnungChartplatzierungen (Jahr, Titel, Musiklabel, Platzierungen, Wochen, Auszeichnungen, Anmerkungen) | Höchstplatzierung, Gesamtwochen, AuszeichnungChartplatzierungen (Jahr, Titel, Musiklabel, Platzierungen, Wochen, Auszeichnungen, Anmerkungen) | Höchstplatzierung, Gesamtwochen, AuszeichnungChartplatzierungen (Jahr, Titel, Musiklabel, Platzierungen, Wochen, Auszeichnungen, Anmerkungen) | Höchstplatzierung, Gesamtwochen, AuszeichnungChartplatzierungen (Jahr, Titel, Musiklabel, Platzierungen, Wochen, Auszeichnungen, Anmerkungen) | Anmerkungen                         |
| Jahr | Titel Musiklabel             | DE | AT | CH | UK | US | Dance | Anmerkungen                         |
| ---- | ---------------------------- | --- | --- | --- | --- | --- | --- | ----------------------------------- |
| 2015 | Miles Takeover Records (RTD) | DE67 (1 Wo.)DE | AT70 (1 Wo.)AT | — | — | — | — | Erstveröffentlichung: 31. Juli 2015 |

### EPs
| Jahr | Titel Musiklabel                    | Anmerkungen                                                      |
| ---- | ----------------------------------- | ---------------------------------------------------------------- |
| 2019 | Friends and Music FAM Records (FAM) | Erstveröffentlichung: 11. Oktober 2019 mit Kayef & T-Zon als FAM |

## Singles

### Als Leadmusiker
| Jahr | Titel Album                                                | Höchstplatzierung, Gesamtwochen, AuszeichnungChartplatzierungen (Jahr, Titel, Album, Platzierungen, Wochen, Auszeichnungen, Anmerkungen) | Höchstplatzierung, Gesamtwochen, AuszeichnungChartplatzierungen (Jahr, Titel, Album, Platzierungen, Wochen, Auszeichnungen, Anmerkungen) | Höchstplatzierung, Gesamtwochen, AuszeichnungChartplatzierungen (Jahr, Titel, Album, Platzierungen, Wochen, Auszeichnungen, Anmerkungen) | Höchstplatzierung, Gesamtwochen, AuszeichnungChartplatzierungen (Jahr, Titel, Album, Platzierungen, Wochen, Auszeichnungen, Anmerkungen) | Höchstplatzierung, Gesamtwochen, AuszeichnungChartplatzierungen (Jahr, Titel, Album, Platzierungen, Wochen, Auszeichnungen, Anmerkungen) | Höchstplatzierung, Gesamtwochen, AuszeichnungChartplatzierungen (Jahr, Titel, Album, Platzierungen, Wochen, Auszeichnungen, Anmerkungen) | Anmerkungen                                                                                 |
| Jahr | Titel Album                                                | DE | AT | CH | UK | US | Dance | Anmerkungen                                                                                 |
| ---- | ---------------------------------------------------------- | --- | --- | --- | --- | --- | --- | ------------------------------------------------------------------------------------------- |
| 2014 | Light It Up Miles                                          | — | — | — | — | — | — | Erstveröffentlichung: 7. November 2014 mit Jona Selle                                       |
| 2015 | Real Stars Miles                                           | — | — | — | — | — | — | Erstveröffentlichung: 19. Juni 2015 feat. Marco Minella                                     |
| 2015 | Home –                                                     | DE12 Platin · (33 Wo.)DE | AT10 (27 Wo.)AT | — | — | — | — | Erstveröffentlichung: 18. Dezember 2015 Verkäufe: + 470.000; feat. Nico Santos              |
| 2016 | Find You –                                                 | DE57 (12 Wo.)DE | AT63 (2 Wo.)AT | — | — | — | — | Erstveröffentlichung: 8. Juli 2016 feat. Jake Reese                                         |
| 2017 | Break My Habits –                                          | DE58 (3 Wo.)DE | AT73 (1 Wo.)AT | — | — | — | — | Erstveröffentlichung: 13. Januar 2017                                                       |
| 2018 | Perfect –                                                  | DE98 (1 Wo.)DE | AT73 (1 Wo.)AT | — | — | — | Dance38 (1 Wo.)Dance | Erstveröffentlichung: 26. Januar 2018 mit Ally Brooke                                       |
| 2018 | Disclose –                                                 | — | — | — | — | — | — | Erstveröffentlichung: 13. April 2018                                                        |
| 2018 | Sólo contigo –                                             | — | — | — | — | — | — | Erstveröffentlichung: 22. Juni 2018 mit Lena & Juan Magán                                   |
| 2018 | Forget About It –                                          | — | — | — | — | — | — | Erstveröffentlichung: 3. August 2018                                                        |
| 2018 | The Less I Know –                                          | — | — | — | — | — | — | Erstveröffentlichung: 26. Oktober 2018 feat. Alexander Tidebrink                            |
| 2019 | Talk to Me –                                               | — | — | — | — | — | — | Erstveröffentlichung: 8. Februar 2019 feat. Mougleta                                        |
| 2019 | Let’s Rave –                                               | — | — | — | — | — | — | Erstveröffentlichung: 17. Mai 2019 feat. Lili Pistorius                                     |
| 2019 | Ruf nicht an Friends and Music                             | — | — | — | — | — | — | Erstveröffentlichung: 5. Juli 2019 mit Kayef & T-Zon feat. Lil Rain                         |
| 2019 | Let Us Love –                                              | — | — | — | — | — | — | Erstveröffentlichung: 2. August 2019 feat. Vigiland & Christopher                           |
| 2019 | 180 km/h Friends and Music                                 | — | — | — | — | — | — | Erstveröffentlichung: 30. August 2019 mit Kayef & T-Zon                                     |
| 2019 | Keep on Loving –                                           | — | — | — | — | — | — | Erstveröffentlichung: 20. September 2019 feat. René Miller                                  |
| 2019 | Ballin’ All Day Friends and Music                          | — | — | — | — | — | — | Erstveröffentlichung: 27. September 2019 mit Kayef & T-Zon                                  |
| 2019 | Breaking Me –                                              | DE3 ×2Doppelplatin · (76 Wo.)DE | AT2 ×3Dreifachplatin · (63 Wo.)AT | CH4 (80 Wo.)CH | UK3 ×2Doppelplatin · (34 Wo.)UK | US53 Platin · (13 Wo.)US | Dance3 (45 Wo.)Dance | Erstveröffentlichung: 19. Dezember 2019 Verkäufe: + 5.243.333; feat. A7S                    |
| 2020 | Why Do You Lie to Me –                                     | DE98 (1 Wo.)DE | — | CH86 (1 Wo.)CH | — | — | Dance17 (20 Wo.)Dance | Erstveröffentlichung: 28. August 2020 Verkäufe: + 20.000; mit A7S feat. Lil Baby            |
| 2021 | Your Love (9PM) –                                          | DE6 ×3Dreifachgold · (58 Wo.)DE | AT8 (41 Wo.)AT | CH6 (44 Wo.)CH | UK8 Platin · (27 Wo.)UK | US— GoldUS | Dance9 (26 Wo.)Dance | Erstveröffentlichung: 15. Januar 2021 Verkäufe: + 2.690.000; mit atb & A7S                  |
| 2021 | Chain My Heart He’s All That (Music from the Netflix Film) | DE100 (1 Wo.)DE | — | — | — | — | Dance16 (17 Wo.)Dance | Erstveröffentlichung: 11. Juni 2021 Verkäufe: + 20.000; feat. Bebe Rexha                    |
| 2021 | Drive –                                                    | DE— aDE | — | — | UK17 Gold · (24 Wo.)UK | — | Dance25 (20 Wo.)Dance | Erstveröffentlichung: 30. Juli 2021 Verkäufe: + 475.000; mit Clean Bandit feat. Wes Nelson  |
| 2021 | Ich bin weg (Boro boro) –                                  | DE9 (8 Wo.)DE | AT16 (6 Wo.)AT | CH12 (7 Wo.)CH | — | — | — | Erstveröffentlichung: 24. September 2021 als Topic42 mit Samra feat. Arash                  |
| 2022 | Kernkraft 400 (A Better Day) –                             | DE26 Gold · (24 Wo.)DE | AT34 Platin · (7 Wo.)AT | CH100 (1 Wo.)CH | — | — | — | Erstveröffentlichung: 24. Juni 2022 Verkäufe: + 395.000; feat. A7S; Original: Zombie Nation |
| 2022 | Follow Me –                                                | — | — | — | — | — | — | Erstveröffentlichung: 2. September 2022 feat. John Martin                                   |
| 2022 | All or Nothing –                                           | — | — | — | — | — | — | Erstveröffentlichung: 16. Dezember 2022 Verkäufe: + 25.000; feat. Hrvy                      |
| 2023 | Saving Me –                                                | — | — | — | — | — | — | Erstveröffentlichung: 31. März 2023 feat. Sasha Alex Sloan                                  |
| 2023 | Lucid Dream –                                              | — | — | — | — | — | — | Erstveröffentlichung: 16. Juni 2023                                                         |
| 2024 | One by One –                                               | DE— bDE | — | — | — | — | — | Erstveröffentlichung: 19. Januar 2024 mit Robin Schulz feat. Oaks                           |
| 2024 | Peakin’ –                                                  | — | — | — | — | — | — | Erstveröffentlichung: 29. März 2024                                                         |
| 2024 | Out My Head –                                              | DE— cDE | — | — | — | — | — | Erstveröffentlichung: 26. April 2024 mit A7S                                                |
| 2024 | I Adore You –                                              | DE8 Gold · (… Wo.)DE | AT8 Platin · (… Wo.)AT | CH2 Platin · (… Wo.)CH | UK69 Silber · (10 Wo.)UK | — | Dance8 (… Wo.)Dance | Erstveröffentlichung: 19. Juli 2024 Verkäufe: + 1.155.000; mit Arash & Hugel feat. Daecolm  |
| 2025 | Control of me –                                            | — | — | — | — | — | — | Erstveröffentlichung: 24. Januar 2025 feat. Daecolm                                         |
| 2025 | Away –                                                     | — | — | — | — | — | — | Erstveröffentlichung: 16. Mai 2025 feat. Sofiya Nzau                                        |

### Als Gastmusiker
| Jahr | Titel Album                                         | Höchstplatzierung, Gesamtwochen, AuszeichnungChartplatzierungen (Jahr, Titel, Album, Platzierungen, Wochen, Auszeichnungen, Anmerkungen) | Höchstplatzierung, Gesamtwochen, AuszeichnungChartplatzierungen (Jahr, Titel, Album, Platzierungen, Wochen, Auszeichnungen, Anmerkungen) | Höchstplatzierung, Gesamtwochen, AuszeichnungChartplatzierungen (Jahr, Titel, Album, Platzierungen, Wochen, Auszeichnungen, Anmerkungen) | Höchstplatzierung, Gesamtwochen, AuszeichnungChartplatzierungen (Jahr, Titel, Album, Platzierungen, Wochen, Auszeichnungen, Anmerkungen) | Höchstplatzierung, Gesamtwochen, AuszeichnungChartplatzierungen (Jahr, Titel, Album, Platzierungen, Wochen, Auszeichnungen, Anmerkungen) | Höchstplatzierung, Gesamtwochen, AuszeichnungChartplatzierungen (Jahr, Titel, Album, Platzierungen, Wochen, Auszeichnungen, Anmerkungen) | Anmerkungen                                                                                                   |
| Jahr | Titel Album                                         | DE | AT | CH | UK | US | Dance | Anmerkungen                                                                                                   |
| ---- | --------------------------------------------------- | --- | --- | --- | --- | --- | --- | --- |
| 2020 | Like I Love You Nico Santos                         | DE24 Gold · (19 Wo.)DE | AT32 Platin · (18 Wo.)AT | CH54 (3 Wo.)CH | — | — | — | Erstveröffentlichung: 13. März 2020 Verkäufe: + 230.000; Nico Santos & Topic                                  |
| 2020 | Lost Rohdiamant                                     | DE3 Gold · (20 Wo.)DE | AT7 (12 Wo.)AT | CH8 (7 Wo.)CH | — | — | — | Erstveröffentlichung: 10. Dezember 2020 Verkäufe: + 200.000; Samra feat. Topic42                              |
| 2021 | My Heart Goes (La Di Da) Only Honest on the Weekend | DE87 (3 Wo.)DE | — | — | UK11 Platin · (29 Wo.)UK | — | Dance23 (20 Wo.)Dance | Erstveröffentlichung: 24. August 2021 Verkäufe: + 995.000; Becky Hill feat. Topic                             |
| 2022 | In Your Arms (For an Angel) Ride                    | DE36 (16 Wo.)DE | AT— GoldAT | CH61 (1 Wo.)CH | — | — | Dance31 (5 Wo.)Dance | Erstveröffentlichung: 28. Januar 2022 Verkäufe: + 35.000 Nico Santos feat. Robin Schulz, Topic & Paul van Dyk |
| 2022 | Solo para ti The Best of 2015–2022                  | DE57 (12 Wo.)DE | AT65 (3 Wo.)AT | CH52 Gold · (8 Wo.)CH | — | — | — | Erstveröffentlichung: 22. April 2022 Verkäufe: + 10.000; Alvaro Soler feat. Topic                             |
| 2022 | Kiss Me –                                           | DE13 (4 Wo.)DE | AT40 (2 Wo.)AT | CH30 (2 Wo.)CH | — | — | — | Erstveröffentlichung: 26. August 2022 Samra feat. Topic42                                                     |
| 2023 | Forget You –                                        | DE73 (14 Wo.)DE | — | — | — | — | — | Erstveröffentlichung: 17. Februar 2023 Verkäufe: + 50.000; Fast Boy feat. Topic                               |

## Musikvideos
| Jahr | Titel                        | Regie                            |
| ---- | ---------------------------- | -------------------------------- |
| 2014 | Light It Up                  | Marvin Ströter                   |
| 2015 | Real Stars                   |                                  |
| 2015 | The Girl I Keep Around       | Marvin Ströter                   |
| 2015 | Fly Away                     | Marvin Ströter                   |
| 2015 | Home                         | Marvin Ströter                   |
| 2016 | Find You                     | Viktor Heinz, Marvin Ströter     |
| 2017 | Break My Habits              | Marvin Ströter                   |
| 2018 | Perfect                      |                                  |
| 2019 | Talk to Me                   |                                  |
| 2019 | Let’s Rave                   | Cambrothers                      |
| 2019 | Let Us Love                  | Cambrothers                      |
| 2019 | 180 km/h                     |                                  |
| 2019 | Keep on Loving               |                                  |
| 2019 | Ballin’ All Day              | Cambrothers                      |
| 2019 | Bye Bye                      | Kayef                            |
| 2019 | Breaking Me                  | Daniel Prieß                     |
| 2020 | Like I Love You              | Marvin Ströter                   |
| 2020 | Why Do You Lie to Me         | Dagmara Kazakov                  |
| 2020 | Lost                         | Sergen Isici                     |
| 2021 | Your Love (9PM)              | Marvin Ströter                   |
| 2021 | Perfekt sein                 | Andreas Z. Simon                 |
| 2021 | Chain My Heart               | Jason Lester                     |
| 2021 | Drive                        | Dan Massie                       |
| 2021 | Ich bin weg (Boro boro)      | Sergen Isici                     |
| 2022 | In Your Arms (For an Angel)  | Marvin Ströter                   |
| 2022 | Solo para ti                 | Pedro Pablo Araujo               |
| 2022 | Kernkraft 400 (A Better Day) | Jakub Rzucidlo, Tatjana Wenig    |
| 2022 | Kiss Me                      | Lux Movie                        |
| 2023 | All or Nothing               | Kevin Ferstl                     |
| 2023 | Forget You                   | Niklas Coskan                    |
| 2023 | Saving Me                    |                                  |
| 2024 | One by One                   | Julian Kleinert, Amelie Siegmund |

## Autorenbeteiligungen und Produktionen
Topic als Autor (A) und Produzent (P) in den Charts

| Jahr | Titel Interpretation                                                                  | Höchstplatzierung, Gesamtwochen, AuszeichnungChartplatzierungen (Jahr, Titel, Interpretation, Platzierungen, Wochen, Auszeichnungen, Anmerkungen) | Höchstplatzierung, Gesamtwochen, AuszeichnungChartplatzierungen (Jahr, Titel, Interpretation, Platzierungen, Wochen, Auszeichnungen, Anmerkungen) | Höchstplatzierung, Gesamtwochen, AuszeichnungChartplatzierungen (Jahr, Titel, Interpretation, Platzierungen, Wochen, Auszeichnungen, Anmerkungen) | Höchstplatzierung, Gesamtwochen, AuszeichnungChartplatzierungen (Jahr, Titel, Interpretation, Platzierungen, Wochen, Auszeichnungen, Anmerkungen) | Höchstplatzierung, Gesamtwochen, AuszeichnungChartplatzierungen (Jahr, Titel, Interpretation, Platzierungen, Wochen, Auszeichnungen, Anmerkungen) | Höchstplatzierung, Gesamtwochen, AuszeichnungChartplatzierungen (Jahr, Titel, Interpretation, Platzierungen, Wochen, Auszeichnungen, Anmerkungen) | Anmerkungen                                                                      |
| Jahr | Titel Interpretation                                                                  | DE | AT | CH | UK | US | Dance | Anmerkungen                                                                      |
| ---- | ------------------------------------------------------------------------------------- | --- | --- | --- | --- | --- | --- | -------------------------------------------------------------------------------- |
| 2014 | Nie wieder niemand P Kayef & Liont                                                    | DE55 (1 Wo.)DE | AT52 (1 Wo.)AT | — | — | — | — | Erstveröffentlichung: 1. August 2014                                             |
| 2014 | Relikte letzter Nacht P Kayef                                                         | DE100 (1 Wo.)DE | — | — | — | — | — | Erstveröffentlichung: 19. September 2014                                         |
| 2014 | Wir sein P Kayef                                                                      | DE98 (1 Wo.)DE | — | — | — | — | — | Erstveröffentlichung: 5. Dezember 2014                                           |
| 2015 | Komm mit P Liont                                                                      | DE27 (1 Wo.)DE | AT20 (1 Wo.)AT | CH63 (1 Wo.)CH | — | — | — | Erstveröffentlichung: 13. Februar 2015                                           |
| 2015 | Montag P Liont                                                                        | DE70 (1 Wo.)DE | AT34 (1 Wo.)AT | — | — | — | — | Erstveröffentlichung: 6. März 2015                                               |
| 2015 | Home A, P Topic feat. Nico Santos                                                     | DE12 Platin · (33 Wo.)DE | AT10 (27 Wo.)AT | — | — | — | — | Erstveröffentlichung: 18. Dezember 2015 Verkäufe: + 470.000                      |
| 2016 | Find You A, P Topic feat. Jake Reese                                                  | DE57 (12 Wo.)DE | AT63 (2 Wo.)AT | — | — | — | — | Erstveröffentlichung: 8. Juli 2016                                               |
| 2017 | Break My Habits A, P Topic                                                            | DE58 (3 Wo.)DE | AT73 (1 Wo.)AT | — | — | — | — | Erstveröffentlichung: 13. Januar 2017                                            |
| 2018 | Perfect P Topic & Ally Brooke                                                         | DE98 (1 Wo.)DE | AT73 (1 Wo.)AT | — | — | — | Dance38 (1 Wo.)Dance | Erstveröffentlichung: 26. Januar 2018                                            |
| 2019 | Breaking Me A, P Topic feat. A7S                                                      | DE3 ×2Doppelplatin · (76 Wo.)DE | AT2 ×3Dreifachplatin · (63 Wo.)AT | CH4 (80 Wo.)CH | UK3 ×2Doppelplatin · (34 Wo.)UK | US53 Platin · (13 Wo.)US | Dance3 (45 Wo.)Dance | Erstveröffentlichung: 19. Dezember 2019 Verkäufe: + 5.243.333                    |
| 2020 | Like I Love You A, P Nico Santos & Topic                                              | DE24 Gold · (19 Wo.)DE | AT32 Platin · (18 Wo.)AT | CH54 (3 Wo.)CH | — | — | — | Erstveröffentlichung: 13. März 2020 Verkäufe: + 230.000                          |
| 2020 | Ich würd’ lügen A, P Kayef                                                            | DE13 Platin · (25 Wo.)DE | AT23 Platin · (17 Wo.)AT | CH98 (2 Wo.)CH | — | — | — | Erstveröffentlichung: 23. Juli 2020 Verkäufe: + 430.000                          |
| 2020 | Warum A, P Kayef                                                                      | DE98 (1 Wo.)DE | — | — | — | — | — | Erstveröffentlichung: 6. August 2020                                             |
| 2020 | Why Do You Lie to Me A, P Topic & A7S feat. Lil Baby                                  | DE98 (1 Wo.)DE | — | CH86 (1 Wo.)CH | — | — | Dance17 (20 Wo.)Dance | Erstveröffentlichung: 28. August 2020 Verkäufe: + 20.000                         |
| 2020 | Du tust es immer wieder A, P Lea                                                      | DE79 (1 Wo.)DE | — | — | — | — | — | Erstveröffentlichung: 19. November 2020                                          |
| 2020 | Lost A, P Samra feat. Topic42                                                         | DE3 Gold · (20 Wo.)DE | AT7 (12 Wo.)AT | CH8 (7 Wo.)CH | — | — | — | Erstveröffentlichung: 10. Dezember 2020 Verkäufe: + 200.000                      |
| 2021 | Your Love (9PM) A, P atb x Topic x A7S                                                | DE6 ×3Dreifachgold · (58 Wo.)DE | AT8 (41 Wo.)AT | CH6 (44 Wo.)CH | UK8 Platin · (27 Wo.)UK | US— GoldUS | Dance9 (26 Wo.)Dance | Erstveröffentlichung: 15. Januar 2021 Verkäufe: + 2.690.000                      |
| 2021 | 2 Uhr nachts A, P Kayef                                                               | DE94 (1 Wo.)DE | — | — | — | — | — | Erstveröffentlichung: 5. Februar 2021                                            |
| 2021 | Chain My Heart A, P Topic feat. Bebe Rexha                                            | DE100 (1 Wo.)DE | — | — | — | — | Dance16 (17 Wo.)Dance | Erstveröffentlichung: 11. Juni 2021 Verkäufe: + 20.000                           |
| 2021 | Drive A, P Clean Bandit & Topic feat. Wes Nelson                                      | DE— bDE | — | — | UK17 Gold · (24 Wo.)UK | — | Dance25 (20 Wo.)Dance | Erstveröffentlichung: 30. Juli 2021 Verkäufe: + 475.000                          |
| 2021 | My Heart Goes (La Di Da) P Becky Hill feat. Topic                                     | DE87 (3 Wo.)DE | — | — | UK11 Platin · (29 Wo.)UK | — | Dance23 (20 Wo.)Dance | Erstveröffentlichung: 24. August 2021 Verkäufe: + 995.000                        |
| 2021 | Ich bin weg (Boro boro) A, P Samra & Topic42 feat. Arash                              | DE9 (8 Wo.)DE | AT16 (6 Wo.)AT | CH12 (7 Wo.)CH | — | — | — | Erstveröffentlichung: 24. September 2021                                         |
| 2021 | Null auf 100 P Helene Fischer                                                         | DE23 Gold · (8 Wo.)DE | AT65 (2 Wo.)AT | CH57 (2 Wo.)CH | — | — | — | Erstveröffentlichung: 14. Oktober 2021 Verkäufe: + 200.000                       |
| 2022 | In Your Arms (For an Angel) A, P Nico Santos feat. Robin Schulz, Topic & Paul van Dyk | DE36 (16 Wo.)DE | AT— GoldAT | CH61 (1 Wo.)CH | — | — | Dance31 (5 Wo.)Dance | Erstveröffentlichung: 28. Januar 2022 Verkäufe: + 35.000                         |
| 2022 | Solo para ti A, P Alvaro Soler feat. Topic                                            | DE57 (12 Wo.)DE | AT65 (3 Wo.)AT | CH52 Gold · (8 Wo.)CH | — | — | — | Erstveröffentlichung: 22. April 2022 Verkäufe: + 10.000                          |
| 2022 | Kernkraft 400 (A Better Day) A, P Topic feat. A7S                                     | DE26 Gold · (24 Wo.)DE | AT34 Platin · (7 Wo.)AT | CH100 (1 Wo.)CH | — | — | — | Erstveröffentlichung: 24. Juni 2022 Verkäufe: + 395.000; Original: Zombie Nation |
| 2022 | Kiss Me A, P Samra feat. Topic42                                                      | DE13 (4 Wo.)DE | AT40 (2 Wo.)AT | CH30 (2 Wo.)CH | — | — | — | Erstveröffentlichung: 26. August 2022                                            |
| 2023 | Forget You A, P Fast Boy feat. Topic                                                  | DE73 (14 Wo.)DE | — | — | — | — | — | Erstveröffentlichung: 17. Februar 2023 Verkäufe: + 50.000                        |
| 2024 | I Adore You A, P Arash, Hugel & Topic feat. Daecolm                                   | DE8 Gold · (… Wo.)DE | AT10 Platin · (… Wo.)AT | CH2 Platin · (… Wo.)CH | UK69 Silber · (10 Wo.)UK | — | Dance8 (… Wo.)Dance | Erstveröffentlichung: 19. Juli 2024 Verkäufe: + 1.155.000                        |

## Sonderveröffentlichungen
| Jahr | Titel Album                                         | Anmerkungen                                                                             |
| ---- | --------------------------------------------------- | --------------------------------------------------------------------------------------- |
| 2020 | Like I Love You Nico Santos                         | Erstveröffentlichung: 8. Mai 2020 Nico Santos & Topic                                   |
| 2021 | Lost Rohdiamant                                     | Erstveröffentlichung: 23. April 2021 Samra feat. Topic42                                |
| 2021 | My Heart Goes (La Di Da) Only Honest on the Weekend | Erstveröffentlichung: 27. August 2021 Becky Hill feat. Topic                            |
| 2022 | Solo para ti The Best of 2015–2022                  | Erstveröffentlichung: 26. August 2022 Alvaro Soler feat. Topic                          |
| 2023 | In Your Arms (For an Angel) Ride                    | Erstveröffentlichung: 26. Mai 2023 Nico Santos feat. Robin Schulz, Topic & Paul van Dyk |

| Jahr | Titel Interpretation                                    | Anmerkungen                              |
| ---- | ------------------------------------------------------- | ---------------------------------------- |
| 2016 | Keeping Your Head Up Birdy                              | Erstveröffentlichung: 6. Mai 2016        |
| 2020 | Ily (i Love You Baby) Surf Mesa feat. Emilee            | Erstveröffentlichung: 29. Mai 2020       |
| 2020 | Psycho! MASN                                            | Erstveröffentlichung: 3. Juli 2020       |
| 2020 | Alien Dennis Lloyd                                      | Erstveröffentlichung: 14. August 2020    |
| 2020 | Heaven on My Mind Becky Hill feat. Sigala               | Erstveröffentlichung: 21. August 2020    |
| 2020 | Tick Tock Clean Bandit & Mabel feat. 24kGoldn           | Erstveröffentlichung: 30. Oktober 2020   |
| 2021 | Paradise Meduza feat. Calum Scott                       | Erstveröffentlichung: 12. Februar 2021   |
| 2021 | Natural Blues Moby feat. Amythyst Kiah & Gregory Porter | Erstveröffentlichung: 14. Mai 2021       |
| 2021 | You Regard feat. Tate McRae & Troye Sivan               | Erstveröffentlichung: 28. Mai 2021       |
| 2022 | Mit dir Sido                                            | Erstveröffentlichung: 3. Februar 2022    |
| 2022 | Sommer Bonez MC & RAF Camora                            | Erstveröffentlichung: 18. August 2022    |
| 2022 | Take Me Back (Sped Up) David Guetta & Lewis Thompson    | Erstveröffentlichung: 22. September 2022 |
| 2022 | I Believe Kamrad                                        | Erstveröffentlichung: 21. Oktober 2022   |
| 2025 | Nobody Like You Sistek                                  | Erstveröffentlichung: 18. April 2025     |

| Jahr | Titel Album                 | Anmerkungen                                          |
| ---- | --------------------------- | ---------------------------------------------------- |
| 2021 | Perfekt sein Dein Song 2021 | Erstveröffentlichung: 19. März 2021 mit Lars Schmidt |

| Jahr | Titel Soundtrack                | Anmerkungen                                          |
| ---- | ------------------------------- | ---------------------------------------------------- |
| 2021 | Chain My Heart Einer wie keiner | Erstveröffentlichung: 27. August 2021 mit Bebe Rexha |

## Statistik

### Chartauswertung
|                     | DE    | AT    | CH    | UK    | US    | Dance       |
| ------------------- | ----- | ----- | ----- | ----- | ----- | ----------- |
| Nummer-eins-Alben   | DE—DE | AT—AT | CH—CH | UK—UK | US—US | Dance—Dance |
| Top-10-Alben        | DE—DE | AT—AT | CH—CH | UK—UK | US—US | Dance—Dance |
| Alben in den Charts | DE1DE | AT1AT | CH—CH | UK—UK | US—US | Dance—Dance |

|                       | DE     | AT     | CH     | UK    | US    | Dance       |
| --------------------- | ------ | ------ | ------ | ----- | ----- | ----------- |
| Nummer-eins-Singles   | DE—DE  | AT—AT  | CH—CH  | UK—UK | US—US | Dance—Dance |
| Top-10-Singles        | DE5DE  | AT5AT  | CH4CH  | UK2UK | US—US | Dance3Dance |
| Singles in den Charts | DE18DE | AT13AT | CH11CH | UK5UK | US1US | Dance9Dance |

|                       | DE     | AT     | CH     | UK    | US    | Dance       |
| --------------------- | ------ | ------ | ------ | ----- | ----- | ----------- |
| Nummer-eins-Singles   | DE—DE  | AT—AT  | CH—CH  | UK—UK | US—US | Dance—Dance |
| Top-10-Singles        | DE5DE  | AT5AT  | CH4CH  | UK2UK | US—US | Dance3Dance |
| Singles in den Charts | DE20DE | AT13AT | CH12CH | UK4UK | US1US | Dance7Dance |

|                       | DE     | AT     | CH     | UK    | US    | Dance       |
| --------------------- | ------ | ------ | ------ | ----- | ----- | ----------- |
| Nummer-eins-Singles   | DE—DE  | AT—AT  | CH—CH  | UK—UK | US—US | Dance—Dance |
| Top-10-Singles        | DE5DE  | AT5AT  | CH4CH  | UK2UK | US—US | Dance3Dance |
| Singles in den Charts | DE28DE | AT18AT | CH14CH | UK5UK | US1US | Dance9Dance |

### Auszeichnungen für Musikverkäufe
Die Produktion Musik (Kayef) erschien als Single, konnte sich jedoch nicht in den Charts platzieren, dennoch erhielt diese für 215.000 verkaufte Einheiten Schallplattenauszeichnungen.
| Land/RegionAuszeichnungen für Musikverkäufe (Land/Region, Auszeichnungen, Verkäufe, Quellen) | Silber  | Gold       | Platin       | Diamant     | Verkäufe  | Quellen                   |
| -------------------------------------------------------------------------------------------- | ------- | ---------- | ------------ | ----------- | --------- | ------------------------- |
| Australien (ARIA)                                                                            | —       | —          | 8× Platin8   | —           | 560.000   | aria.com.au               |
| Belgien (BRMA)                                                                               | —       | Gold1      | 3× Platin3   | —           | 140.000   | ultratop.be               |
| Brasilien (PMB)                                                                              | —       | 3× Gold3   | 5× Platin5   | 2× Diamant2 | 580.000   | pro-musicabr.org.br       |
| Dänemark (IFPI)                                                                              | —       | —          | 3× Platin3   | —           | 270.000   | ifpi.dk                   |
| Deutschland (BVMI)                                                                           | —       | 7× Gold7   | 5× Platin5   | —           | 3.500.000 | musikindustrie.de         |
| Frankreich (SNEP)                                                                            | —       | Gold1      | 2× Platin2   | Diamant1    | 833.333   | snepmusique.com           |
| Griechenland (IFPI)                                                                          | —       | —          | 6× Platin6   | —           | 120.000   | Einzelnachweise           |
| Italien (FIMI)                                                                               | —       | 3× Gold3   | 5× Platin5   | —           | 550.000   | fimi.it                   |
| Kanada (MC)                                                                                  | —       | 3× Gold3   | 8× Platin8   | —           | 760.000   | musiccanada.com           |
| Neuseeland (RMNZ)                                                                            | —       | —          | Platin1      | —           | 30.000    | aotearoamusiccharts.co.nz |
| Österreich (IFPI)                                                                            | —       | 2× Gold2   | 7× Platin7   | —           | 240.000   | ifpi.at                   |
| Polen (ZPAV)                                                                                 | —       | 4× Gold4   | 7× Platin7   | —           | 360.000   | olis.pl                   |
| Portugal (AFP)                                                                               | —       | Gold1      | 9× Platin9   | —           | 95.000    | Einzelnachweise           |
| Schweden (IFPI)                                                                              | —       | Gold1      | —            | —           | 40.000    | Einzelnachweise           |
| Schweiz (IFPI)                                                                               | —       | Gold1      | Platin1      | —           | 40.000    | hitparade.ch              |
| Spanien (Promusicae)                                                                         | —       | 2× Gold2   | 3× Platin3   | —           | 240.000   | elportaldemusica.es       |
| Vereinigte Staaten (RIAA)                                                                    | —       | Gold1      | Platin1      | —           | 1.500.000 | riaa.com                  |
| Vereinigtes Königreich (BPI)                                                                 | Silber1 | Gold1      | 4× Platin4   | —           | 3.000.000 | bpi.co.uk                 |
| Insgesamt                                                                                    | Silber1 | 31× Gold31 | 78× Platin78 | 3× Diamant3 |           |                           |